# Zamieszki w Kingston (2010)
Zamieszki w Kingston w 2010 roku – zamieszki w stolicy Jamajki, Kingston pomiędzy zwolennikami domniemanego barona narkotykowego Christophera "Dudus" Coke'a a służbami bezpieczeństwa.
Starcia w południowej dzielnicy Kingston rozpoczęły się 23 maja 2010 od ataku zwolenników Coke'a na jednostki policji po tym, jak rząd kilka dni wcześniej zdecydował o jego ekstradycji do Stanów Zjednoczonych. W wyniku kilkudniowych starć zginęły co najmniej 73 osoby, w tym 3 lub 4 członków służb bezpieczeństwa. Coke został zatrzymany dopiero 22 czerwca 2010 i po dwóch dniach został przetransportowany do USA.

## Przyczyna zamieszek
W połowie maja 2010 rząd premiera Bruce'a Goldinga zgodził się na ekstradycję Christophera "Dudus" Coke'a do Stanów Zjednoczonych. Amerykańska administracja już w sierpniu 2009 złożyła do jamajskich władz wniosek w tej sprawie. Przyczyniło się to do napięcia we wzajemnych relacjach między państwami. Władze USA oskarżały Coke'a o kierowanie międzynarodowym handlem narkotykami i bronią. Coke oskarżony był o kierowanie gangiem Shower Posse, trudniącym się przemytem i nielegalnym handlem, który w latach 80. XX w. wymordował setki ludzi w czasie wojen narkotykowych na Jamajce.
Jamajski rząd przez 9 miesięcy odmawiał ekstradycji Coke'a, argumentując, że dowody przeciwko niemu zostały zebrane niezgodnie z prawem, dzięki podsłuchom rozmów telefonicznych. Stany Zjednoczone twierdziły przez cały czas, że wniosek ekstradycyjny został przygotowany i przedłożony w sposób prawidłowy.
Coke i jego prawnicy utrzymywali, że jest on legalnie działającym biznesmenem, niezaangażowanym w żadną działalność przestępczą. Głównym terenem jego działalności była południowa dzielnica Kingston, Tivoli Gardens, okręg wyborczy premiera Goldinga. Według jamajskich mediów Coke pełnił dla okolicznych mieszkańców rolę "ojca chrzestnego", który potrafił zapewnić im bezpieczeństwo i dochody na wyżywienie rodziny, czego nie udało się dokonać organom państwa. Były jamajski minister bezpieczeństwa narodowego, Peter Philips, określił go jako "prawdopodobnie najpotężniejszego człowieka na Jamajce", a Departament Sprawiedliwości USA umieścił jego nazwisko na liście "najbardziej niebezpiecznych osób na świecie". Za zarzucone mu czyny groziła mu kara dożywotniego pozbawienia wolności.
Sprzeciw rządu wobec ekstradycji doprowadził do zarzutów o powiązaniach lewicowego gabinetu Jamajskiej Partii Pracy z gangiem Coke'a i jego wpływach w kręgach politycznych. Do opinii publicznej przedostały się informacje o wynajęciu przez rządzącą partię amerykańskich prawników w celu lobbingu przeciw ekstradycji Coke'a do USA. Rząd początkowo zaprzeczał tym doniesieniom, jednak w maju 2010 premier Golding potwierdził ten fakt, wyrażając przy tym ubolewanie z tego powodu. Zapewnił, że był tego nieświadomy, lecz wyraził gotowość do poniesienia odpowiedzialności. Zaoferował swoją rezygnację, na co nie zgodziła się Jamajska Partia Pracy. Pod wpływem narastających podejrzeń i niezadowolenia społecznego, premier zmienił zdanie i zgodził się na ekstradycję. Przeprosił obywateli i przyznał, że źle poprowadził sprawę.

## Przebieg starć

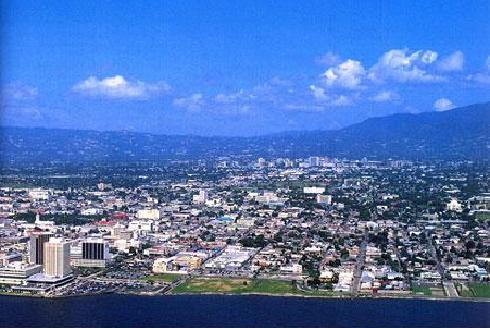
Widok Kingston od strony morza

Do wybuchu zamieszek w stolicy doszło 23 maja 2010, gdy zwolennicy Coke'a zaatakowali i ostrzelali kilka posterunków policji, podkładając ogień pod jeden z nich. Mieszkańcy południowej dzielnicy Tivoli Gardens wznieśli na ulicach barykady, zapowiadając walkę w obronie swego lidera. Wojsko i policja rozpoczęły akcję poszukiwania Coke'a i wysłały swoje siły do rejon dzielnicy. Wieczorem 23 maja 2010 rząd wprowadził stan wyjątkowy na okres co najmniej jednego miesiąca w dwóch objętych starciami dystryktach, West Kingston i Saint Andrew. Premier Golding określił ataki jako "zaplanowaną napaść na władze państwa, która nie może być zaakceptowania i kontynuowana". Zapowiedział szybkie działanie sił bezpieczeństwa w celu opanowania sytuacji i zatrzymania kryminalistów dążących do przemocy i chaosu.
24 maja 2010 wojsko i policja wkroczyły do południowej części miasta. Opór stawili im ciężko uzbrojeni mieszkańcy. Doszło do wymiany ognia, a znad terenu zaczął unosić się dym. Setki mieszkańców wykrzykiwało na ulicach hasła w obronie Coke'a, nazywając go "prezydentem", "generałem" i wznosząc transparenty z napisami: "Jezus umarł za nas, my umrzemy za Dudusa". 25 maja 2010 wojsko kontynuowało ofensywę i przeszukiwało dzielnicę w celu ujęcia poszukiwanego. Do walk przyłączyli się członkowie gangów ze slumsów na obrzeżach stolicy, wznosząc barykady na ulicach i strzelając w stronę żołnierzy. Władze poinformowały, że w czasie trzydniowych starć zginęło 27 osób, kilkadziesiąt zostało rannych, a ponad 200 aresztowanych.
W wojskowej akcji brały udział pojazdy opancerzone, a wsparcie z powietrza zapewniały helikoptery. W wyniku walk czasowo zablokowana została droga do lotniska, co doprowadziło do utrudnień w ruchu lotniczym. Premier Golding wyraził żal z powodu śmierci członków służb bezpieczeństwa oraz tych niewinnych i praworządnych obywateli, którzy znaleźli się strefie wymiany ognia. 26 maja Rzecznik Praw Obywatelskich poinformował, że w wyniku walk zginęły już co najmniej 44 osoby. Większość zabitych stanowili młodzi mężczyźni, członkowie gangów powiązanych z Coke'iem. Po wprowadzeniu stanu wyjątkowego ludność dzielnic nie mogła opuszczać swoich domów, co uniemożliwiło jej zaspokojenie niezbędnych potrzeb. Ulice Kingston w czasie walk były niemalże opustoszałe, ograniczony został ruch uliczny, a większość szkół i wiele firm pozostało zamkniętych.
27 maja 2010 władze poinformowały, że w wyniku walk na ulicach Kingston zginęły co najmniej 73 osoby, w tym co najmniej 3 lub 4 członków służb bezpieczeństwa, a aresztowanych zostało ponad 500 osób. Tego dnia wciąż dochodziło do sporadycznych starć. W rejon walk wpuszczeni zostali dziennikarze. Mieszkańcy skarżyli się im na naruszanie praw człowieka i używanie ich zdaniem przez żołnierzy nadmiernej i nieproporcjonalnej siły. Oficerowie sił zbrojnych bronili swoich działań, podkreślając, że spotkali się z oporem ze strony doświadczonych bojowników i odkryli wiele materiałów wybuchowych. Zaprzeczyli oskarżeniom o paleniu zabitych ciał w celu pozbycia się ich i zatarcia skali przemocy. Wojsko i policja nie zdołały pojmać Christophera Coke'a, choć zadeklarowały kontynuowanie wysiłków i postawienie go przed wymiarem sprawiedliwości.

## Reakcje
Organizacja Państw Amerykańskich (OPA) wyraziła "głębokie zaniepokojenie" wybuchem przemocy na Jamajce. Międzyamerykańska Komisja Praw Człowieka wezwała władze do wszczęcia "pilnego, efektywnego i bezstronnego dochodzenia w sprawie wydarzeń". Zaapelowała o podjęcie środków mających na celu "minimalizację ofiar" i zagwarantowanie bezpieczeństwa mieszkańcom. Podkreśliła, że skala użycia siły nie może być nadmierna, a stan wyjątkowy powinien być współmierny do sytuacji i nie powinien powodować dyskryminacji żadnej z grup. O rozpoczęcie śledztwa w sprawie przebiegu zamieszek zaapelowała również organizacja obrony praw człowieka Amnesty International. Administracja Stanów Zjednoczonych udzieliła poparcia wysiłkom jamajskiego rządu mającym na celu "wzmocnienie rządów prawa i aresztowanie Christophera Coke'a".

## Zatrzymanie Coke'a
Christopher Coke został zatrzymany przez służby bezpieczeństwa 22 czerwca 2010 w punkcie kontroli drogowej na drodze Mandela Highway w Portmore w pobliżu Kingston. Według słów towarzyszącego mu pastora Reverenda Al Millera, Coke miał poprosić go o pomoc w dotarciu do amerykańskiej ambasady w celu oddania się bezpośrednio w ręce administracji USA z obawy o swoje bezpieczeństwo. Po aresztowaniu został przewieziony do najbliższego posterunku policji, skąd przetransportowano go helikopterem w nieznane miejsce. Komisarz Jamajskiego Policji, Owen Ellington, oświadczył, że zatrzymanemu zostało zagwarantowane bezpieczeństwo i zapowiedział wszczęcie przeciw niemu procedury prawnej. Zwolennicy Coke'a otoczyli na pewien czas posterunek policji, do którego został on przewieziony. Komisarz policji Ellington zaapelował do jego krewnych, przyjaciół i sympatyków o zachowanie spokoju.
24 czerwca 2010 Coke został przetransportowany do Stanów Zjednoczonych po tym, jak dobrowolnie zrezygnował z procesu ekstradycyjnego na Jamajce. Stwierdził, że uczynił z ciężkim sercem, przekonany o swojej niewinności i powrocie do kraju jako wolny człowiek. Amerykańskie władze oskarżyły go o nielegalny handel bronią i narkotykami.